# Foszforsav
| Foszforsav | |
| \| \| \| | |
| IUPAC-név | Ortofoszforsav |
| Más nevek | Foszforsav |
| Kémiai azonosítók                                                                                               | |
| CAS-szám | 7664-38-2 |
| PubChem | 1004 |
| ChemSpider | 979 |
| EINECS-szám | 231-633-2 |
| DrugBank | DB09394 |
| KEGG | D05467 |
| ChEBI | 26078 |
| RTECS szám | TB6300000 |
| SMILES | OP(=O)(O)O |
| InChI | 1S/H3O4P/c1-5(2,3)4/h(H3,1,2,3,4)                                                                                 |
| InChIKey | NBIIXXVUZAFLBC-UHFFFAOYSA-N                                                                                       |
| Beilstein | 1921286 |
| Gmelin | 2000 |
| UNII | E4GA8884NN |
| UN-szám | 1805 |
| ChEMBL | CHEMBL1187 |
| Kémiai és fizikai tulajdonságok                                                                                 | |
| Kémiai képlet                                                                                                   | H3PO4 |
| Moláris tömeg                                                                                                   | 97,99 g/mol |
| Megjelenés | fehér kristályos szilárd anyag vagy színtelen, szirupszerű viszkózus folyadék (>42,35 °C)                         |
| Sűrűség | 1,885 g/cm³ (szilárd) 1,685 g/cm³ (85%-os vizes oldat 25 °C-on)                                                   |
| Olvadáspont | 42,35 °C (vízmentes)                                                                                              |
| Forráspont | ~213 °C felett bomlik                                                                                             |
| Oldhatóság (vízben)                                                                                             | vízzel elegyedik                                                                                                  |
| Savasság (pKa)                                                                                                  | 2,15; 7,20; 12,35                                                                                                 |
| Veszélyek | |
| EU osztályozás                                                                                                  | Korrozív (C) |
| EU Index | 015-011-00-6 |
| Főbb veszélyek                                                                                                  | Korrozív |
| NFPA 704 | 0 3 0 |
| R mondatok | R34 |
| S mondatok | (S1/2), S26, S45                                                                                                  |
| Lobbanáspont | Nem gyúlékony |
| PEL | TWA 1 mg/m³ |
| Rokon vegyületek                                                                                                | |
| Azonos kation                                                                                                   | salétromsav arzénsav                                                                                              |
| Azonos anion | ammónium-foszfát trinátrium-foszfát                                                                               |
| Rokon foszfor-oxosavak                                                                                          | hipofoszforossav foszforossav pirofoszforsav trifoszforsav hipofoszforsav peroxomonofoszforsav peroxodifoszforsav |
| Ha másként nem jelöljük, az adatok az anyag standardállapotára (100 kPa) és 25 °C-os hőmérsékletre vonatkoznak. | |
| | |

A foszforsav (régi magyar nevén vilsav) egy foszfor alapú szervetlen sav. Általában az ortofoszforsav (H3PO4) megnevezésére használják. Több foszfor-oxosav is ismert:
- ortofoszforsav (közönséges foszforsav): H3PO4
- foszforossav: H3PO3 (pontosabb szerkezeti képlete HPO(OH)2)
- hipofoszforossav: H3PO2 (pontosabb szerkezeti képlete H2PO(OH))
- hipofoszforsav: H4P2O6
- pirofoszforsav (difoszforsav): H4P2O7
- trifoszforsav: H5P3O10
- metafoszforsavak (polifoszforsavak): általános képletük (HPO3)n.

## Ortofoszforsav (H3PO4)
A foszforsavat Andreas Marggraf fedezte fel 1746-ban. Thomas Graham 1833-ban az orto-, piro- és metafoszforsavat egymástól határozottan megkülönböztette.
Az ortofoszforsav a természetben szabad állapotban nem fordul elő, de sói (a foszfátok) széles körben elterjedtek (pl. apatit).
Ortofoszforsav képződik foszfor-pentaklorid vagy foszfor-oxiklorid és víz reakciójával. Erős oxidálószerek (pl. tömény salétromsav vagy kénsav) a foszfort szintén ortofoszforsavvá oxidálják.
{\displaystyle {\ce {P + 5 HNO3 -> H3PO4 + 5 NO2 + H2O}}}
Az ipari foszforsav az ortofoszforsav tömény vizes oldata, amelyet főként két eljárással állítanak elő: a nedves eljárással foszfátásványokból (pl. apatitból) kénsavval vagy a termikus eljárással elemi foszfor elégetésével (foszfor-pentoxiddá) és annak vízben való oldásával. A nedves eljárás egyenlete:
{\displaystyle {\ce {Ca5(PO4)3F + 5 H2SO4 + 10 H2O -> 3 H3PO4 + 5 CaSO4*2H2O + HF}}} (példa fluorapatitra)
A leírás a továbbiakban egy régebbi, csontliszt alapú nedves eljárást és egy laboratóriumi, salétromsavas oxidáción alapuló eljárást részletez:
Előállítása során állati csontokat megfelelő kemencékben hevítettek, amíg a széntartalom teljesen elégett. Az így kapott csonthamut, amely főként trikalcium-foszfátból áll, híg kénsavval kezelték. A kénsav hatására szabad foszforsav és kalcium-szulfát keletkezett, amely oldhatatlansága miatt kivált.
{\displaystyle {\ce {Ca3(PO4)2 + 3 H2SO4 -> 2 H3PO4 + 3 CaSO4}}}
A kalcium-szulfátról leszűrt folyadékot további kénsavval kezelték a maradék kalcium eltávolítására, majd bepárolták és enyhén izzították a kénsavfelesleg eltávolítására. Végül a maradékot vízben oldották és szűrték. Az így előállított foszforsavoldat szennyezett volt.
Tiszta foszforsav foszforból is készíthető laboratóriumban. Ehhez a foszfort üvegkészülékben híg (kb. 30%-os) salétromsavval óvatosan melegítik. A salétromsav oxidálja a foszfort, előbb foszforossav, majd foszforsav keletkezik.

A foszfor teljes feloldódása után a folyadékot porceláncsészében besűrítik, kevés tömény salétromsavat adva hozzá és forralva, hogy minden foszforvegyület foszforsavvá alakuljon. A forralást a salétromsav teljes eltávolításáig folytatják. Az így kapott foszforsavoldat gyakran arzénnel szennyezett, mivel a nyers foszfor tartalmazhat arzént, amely salétromsav hatására arzénsavvá alakul. Az arzénsav eltávolítására a langyos folyadékba kénhidrogéngázt vezetnek, amely oldhatatlan arzén-szulfidként (As2S3) válik ki. Szűrés után a folyadékot forralják a maradék kén-hidrogén eltávolítására, majd a kívánt töménységűre sűrítik. Az így kapott termék az ortofoszforsav tömény vizes oldata. Színtelen, szagtalan, szirupszerű folyadék; íze erősen savanyú. Tiszta állapotban nem mérgező. Sűrűsége a koncentrációval nő.
Ha ezt a savat erősen besűrítik (150 °C alatt), kihűléskor szirupsűrűségű folyadékot kapunk (pl. a 85%-os oldat sűrűsége 1,685 g/cm³). Ebből hosszabb állás után a vízmentes foszforsav színtelen, rombos kristályokban válik ki, olvadáspontja 42,35 °C. További hevítéskor 213 °C felett vizet veszít és pirofoszforsavvá (H4P2O7) alakul. Erős izzításkor a pirofoszforsav további vízvesztéssel üvegszerűen megdermedő metafoszforsavat (pontosabban polimetafoszforsavakat, (HPO3)n) ad.
A magyar gyógyszerkönyvben az ortofoszforsav töményebb (pl. 85%-os) és hígabb (pl. 10%-os) vizes oldata is szerepelhetett Acidum phosphoricum concentratum és Acidum phosphoricum dilutum néven. A gyógyszerkönyvi minőségű savnak tisztának kell lennie, nem tartalmazhat jelentős mennyiségű foszforossavat, arzénsavat, kénsavat, salétromsavat, kalciumot és nehézfémeket. Vízzel hígítva és cukorral vagy gyümölcssziruppal elegyítve savanyítóként használják italokban.
A foszforsav közepesen erős, háromértékű sav. Vizes oldatában a következő egyensúlyok állnak fenn:
{\displaystyle {\ce {H3PO4 + H2O <=> H3O+ + H2PO4-}}} {\displaystyle (K_{\mathrm {a1} }=7,1\cdot 10^{-3};pK_{\mathrm {a1} }=2,15)}
{\displaystyle {\ce {H2PO4- + H2O <=> H3O+ + HPO4^2-}}} {\displaystyle (K_{\mathrm {a2} }=6,3\cdot 10^{-8};pK_{\mathrm {a2} }=7,20)}
{\displaystyle {\ce {HPO4^2- + H2O <=> H3O+ + PO4^3-}}} {\displaystyle (K_{\mathrm {a3} }=4,4\cdot 10^{-13};pK_{\mathrm {a3} }=12,35)}

## Foszforossav (H3PO3)
Foszfor-triklorid hidrolízisével állítható elő:
PCl3 + 3H2O = H3PO3 + 3HCl.
Előállítása során vízhez lassan foszfor-trikloridot adagolnak. A heves reakció után a folyadékot besűrítik és végül kb. 180 °C-ig hevítik a HCl eltávolítására. A kapott sűrű folyadék kihűléskor kristályosan megdermed: ez a foszforossav. Foszfor-trioxid (P4O6) vízben való oldásakor is keletkezik. Nedves foszfor levegőn való lassú oxidációjakor foszforsav és hipofoszforsav mellett foszforossav is képződik.
A foszforossav színtelen kristályokból áll, olvadáspontja 73,6 °C, magasabb hőmérsékleten (kb. 200 °C felett) foszforsavvá és foszfánná (PH3) diszproporcionálódik. Vizes oldata a levegőn lassan foszforsavvá oxidálódik. Erős redukálószer; például higany(II)-klorid-oldatból kalomelt (Hg2Cl2) választ ki. A foszforossav kétértékű sav (szerkezete HPO(OH)2), mivel csak a két hidroxilcsoporthoz kötődő hidrogénatom savas karakterű. A foszforhoz közvetlenül kapcsolódó hidrogénatom nem disszociál vízben. Sói a foszfitok (pl. Na2HPO3) és a hidrogén-foszfitok (pl. NaH2PO3). Az alkálifémek foszfitjai vízben jól oldódnak.

## Hipofoszforossav (H3PO2)
Ezt a savat Dulong fedezte fel 1816-ban. Előállítása báriumsójából, a bárium-hipofoszfitból történhet. Ehhez bárium-hidroxid oldatát elemi foszforral főzik foszfánfejlődés megszűnéséig. Az oldatból a bárium-hidroxid feleslegét szén-dioxid bevezetésével eltávolítják (BaCO3 csapadék). A leszűrt és besűrített oldatból kihűléskor a bárium-hipofoszfit (Ba(H2PO2)2) kikristályosodik. Ennek vizes oldatához sztöchiometrikus mennyiségű híg kénsavat adnak. A leváló bárium-szulfát csapadékról leszűrt folyadék a hipofoszforossav oldata. Az oldatot óvatosan besűrítve, majd lehűtve a hipofoszforossav vízmentesen kikristályosodik. Színtelen kristályokból áll, olvadáspontja 26,5 °C. Erősebb hevítéskor ortofoszforsavvá és foszfánná diszproporcionálódik:
{\displaystyle {\ce {2 H3PO2 -> H3PO4 + PH3}}}
A hipofoszforossav igen erős redukálószer, mivel könnyen ortofoszforsavvá oxidálódik. Például az arany, ezüst és a higany sóiból redukálja a fémeket. Bár három hidrogénatomot tartalmaz, csak a hidroxilcsoporthoz kötődő hidrogén savas, így a hipofoszforossav egyértékű sav (szerkezete H2PO(OH)). Sói a hipofoszfitok (pl. NaH2PO2). Vízben általában jól oldódnak és kristályosodnak. Előállíthatók a sav és fém-hidroxid reakciójával, vagy a bárium-hipofoszfitból cserebomlással (pl. szulfáttal való reakcióval).

## Hipofoszforsav (H4P2O6)
Foszforsav és foszforossav mellett képződik a foszfor nedves levegőn, szobahőmérsékleten történő lassú oxidációjakor. Az így kapott elegyet régen foszfatikus savnak nevezték. Később kiderült, hogy ez főként foszforsav és foszforossav elegye, de hipofoszforsavat is tartalmaz. A hipofoszforsav izolálható a nehezen oldódó nátriumsóján (Na2H2P2O6·6H2O) keresztül. E só oldatából ólom(II)-acetáttal oldhatatlan ólom-hipofoszfát (Pb2P2O6·6H2O) választható le, amelyet kénhidrogénnel elbontva a hipofoszforsav vizes oldatát kapjuk. A hipofoszforsav vizes oldata erősen savanyú, színtelen és szagtalan folyadék. Levegőn stabil, híg oldata forralható. Közepesen erős redukálószer. Sói a hipofoszfátok. Stabilabbak, mint a foszfitok vagy hipofoszfitok. A hipofoszforsav négyértékű sav.

## Pirofoszforsav (H4P2O7) és metafoszforsavak ((HPO3)n)
Az ortofoszforsavat 200–300 °C-ra hevítve (pl. 213 °C felett) vízvesztéssel pirofoszforsavvá alakul:
{\displaystyle {\ce {2 H3PO4 <=> H4P2O7 + H2O}}}
Erősebb izzításkor további vizet veszít, és metafoszforsavak keletkeznek, amelyek polimerek vagy gyűrűs szerkezetűek lehetnek (pl. trimetafoszforsav, (HPO3)3; tetrametafoszforsav, (HPO3)4; hosszú láncú polimerek). A diammónium-hidrogén-foszfát ((NH4)2HPO4) erősebb izzítása után szintén metafoszforsavak maradnak vissza. Foszfor-pentoxid (P4O10) hideg vízben való gyors oldásakor is főként metafoszforsavak keletkeznek. A kereskedelmi forgalomban kapható "metafoszforsav" általában polimerek keveréke, színtelen, üvegszerű, higroszkópos tömeg (Acidum phosphoricum glaciale). Vízben könnyen oldódik, de az oldatban hidrolizál: hidegen lassan, melegítve gyorsabban piro-, majd ortofoszforsavvá alakul. A metafoszforsavak (monomer egységre nézve) egyértékű savak. Sói a metafoszfátok. Különböző polimer metafoszforsavakból származtatható sók léteznek (pl. Na3P3O9 – nátrium-trimetafoszfát). A metafoszforsavak ezüst-nitráttal fehér csapadékot adnak (az ortofoszforsav sárgát). A szabad metafoszforsav (ellentétben az orto- és pirofoszforsavval) kicsapja a fehérjéket.

## Sói
A foszforsav (ortofoszforsav) háromértékű sav, ennek megfelelően háromféle sót képezhet:
- Normál foszfátok: pl. Na3PO4 (trinátrium-foszfát)
- Hidrogén-foszfátok: pl. Na2HPO4 (dinátrium-hidrogén-foszfát)
- Dihidrogén-foszfátok: pl. NaH2PO4 (nátrium-dihidrogén-foszfát)

A foszforsav sói a foszfátok. A vízben oldódó normál foszfátok (pl. Na3PO4) hidrolízisük miatt lúgos kémhatásúak. A hidrogén-foszfátok (pl. Na2HPO4) általában gyengén lúgosak vagy semlegesek. A dihidrogén-foszfátok (pl. NaH2PO4) savas kémhatásúak. Az alkálifémek (Na, K, NH4+) foszfátjai általában vízben jól oldódnak. A többi fém foszfátjai többnyire vízben oldhatatlanok, kivéve a dihidrogén-foszfátokat. Az oldhatatlan foszfátok savakban általában oldódnak. A foszfátokat előállíthatják foszforsav és a megfelelő fém, fém-oxid, fém-hidroxid vagy fém-karbonát reakciójával (főleg az oldható sókat), vagy cserebomlási reakcióval (pl. oldható fémsó + oldható foszfát → oldhatatlan foszfát csapadék).
Fontos foszfátok például a nátrium-, kálium-, ammónium-, kalcium-, magnézium-, alumínium- és vasfoszfátok.

## Felismerése
Az ortofoszforsavat és sóit (foszfátokat) a következő reakciókkal lehet kimutatni:
- Semleges vagy lúgos közegben bárium-klorid oldattal fehér csapadékot (Ba3(PO4)2) adnak, amely savakban (pl. sósavban, salétromsavban, ecetsavban) oldódik.
- Semleges közegben ezüst-nitrát oldattal jellegzetes sárga csapadékot (Ag3PO4) adnak, amely salétromsavban és ammóniaoldatban is könnyen oldódik.
- Ammóniás közegben magnézia-keverékkel (MgCl2 + NH4Cl + NH3 oldat) lassan leváló, fehér kristályos csapadékot (MgNH4PO4·6H2O) képeznek.
- Igen érzékeny reakció: savas közegben (salétromsav) ammónium-molibdát oldattal melegítve sárga csapadék, ammónium-foszfo-molibdát ((NH4)3[P(Mo3O10)4]) válik le.

A pirofoszforsav (H4P2O7) és sói (pirofoszfátok) ezüst-nitráttal semleges közegben fehér csapadékot (Ag4P2O7) adnak. Magnézia-keverékkel csak töményebb oldatban adnak csapadékot. A fehérjéket nem koagulálják.
A metafoszforsavak (HPO3)n és sói (metafoszfátok) ezüst-nitráttal szintén fehér csapadékot adnak. A szabad metafoszforsav (de a sói nem) koagulálja a fehérjéket.

### Foszforsavak egyszerű megkülönböztetése
A három fő foszforsavtípus megkülönböztethető a következő reakciók alapján:
| Sav                | Fehérjekicsapás (szabad savval) | AgNO3 reakció (semleges sóval) |
| ------------------ | ------------------------------- | ------------------------------ |
| Ortofoszforsav     | nem                             | sárga csapadék                 |
| Pirofoszforsav     | nem                             | fehér csapadék                 |
| Metafoszforsav(ak) | igen                            | fehér csapadék                 |

## Felhasználás
A foszforsavat legnagyobb mennyiségben műtrágyagyártásra (szuperfoszfát, ammónium-foszfátok) használják.
Az élelmiszeriparban savanyúságot szabályozó anyagként (E338) alkalmazzák, elsősorban üdítőitalokban (pl. kóla). Emellett komplexképzőként (fémionok megkötésére), antioxidánsként és egyéb technológiai célokra is használják (pl. hús- és sajttermékekben). Ismert közvetlen mellékhatása nincs, de túlzott bevitele (a foszfátbevitel általában) megzavarhatja a szervezet kalcium-foszfor egyensúlyát. Az ajánlott napi maximum foszforbevitel kb. 70 mg/testsúlykilogramm (kalciummal együtt számolva).
A háztartásban vízkő- és rozsdaoldóként használatos.
Az iparban fémfelületek kezelésére, passziválására használják. A vas és acél felületén lévő rozsdát (vas-oxidokat) foszforsavval kezelve stabilabb vas-foszfát réteg képződik, amely véd a további korróziótól és jó alapot biztosít a festéshez. Használják továbbá katalizátorként, elektrolitként foszforsavas üzemanyagcellákban, laboratóriumi reagensként, valamint fogászati és ortopédiai anyagokban.